# Нарагон, Хэл
Харольд Ричард «Хэл» Нарагон (англ. Harold Richard «Hal» Naragon, 1 октября 1928, Зейнсвилл, Огайо — 31 августа 2019, Барбертон, там же) — американский бейсболист, кэтчер. Выступал в Главной лиге бейсбола в течение десяти лет. После завершения карьеры работал тренером. В 1968 году стал победителем Мировой серии в составе тренерского штаба «Детройт Тайгерс».

## Биография
Харольд родился 1 октября 1928 года в Зейнсвилле, штат Огайо. Он был третьим из четырёх детей в семье Дуайта и Дороти Нарагон. Позднее они переехали в Барбертон, неподалёку от Акрона, так как там было больше возможностей для работы. Ещё во время учёбы в старшей школе Хэл попал в поле зрения владельца «Кливленд Индианс» Билла Века. В 1947 году школьная команда «Барбертон Мэджикс» дошла до финала чемпионата штата, а Нарагон стал её лучшим бьющим.
Весной 1947 года Хэл подписал контракт с «Индианс» и в июле уехал играть в Канадско-Американскую лигу за «Питтсфилд Электрикс». В апреле следующего года он уже выступал за «Гаррисберг Сенаторз» в лиге класса B. Его эффективность на бите была невысока и на некоторое время Нарагона перевели на уровень ниже, в команду из Уотертауна. Работа с тренером Фредом Геркеном дала результат и позднее в том же году Хэл вернулся в «Гаррисберг», завершив сезон с показателем отбивания 22,4 %. В октябре 1948 года Нарагон женился на своей школьной подруге Джоан Шэк.
В фарм-командах системы «Индианс» он провёл ещё два сезона, по ходу которых удостаивался высоких оценок от Мадди Руэля, помощника одного из руководителей клуба. Весной 1951 года Нарагон впервые принял участие в сборах с основным составом «Кливленда», а после их завершения уехал играть за «Сан-Диего Падрес» в Лиге Тихоокеанского побережья. В конце регулярного чемпионата он был вызван в команду и дебютировал в Главной лиге бейсбола.
Осенью 1951 года, после завершения сезона, Хэл был призван на военную службу. Два года он провёл в морской пехоте. После демобилизации генеральный менеджер «Кливленда» Хэнк Гринберг отправил Нарагона играть в зимней лиге в Панаме, где он мог бы восстановить кондиции. Сезон 1954 года Хэл провёл в качестве дублёра Джима Хигана и сыграл в 45 матчах. Он отбивал с показателем 23,8 %, а в защите не допустил ни одной ошибке. «Индианс» одержали 111 побед в регулярном чемпионате и вышли в Мировую серию, где проиграли «Нью-Йорк Джайентс» со счётом 0:4. С 1955 по 1957 год Нарагон оставался вторым кэтчером клуба, проводя около 50 матчей за сезон. Большую часть сезона 1958 года он провёл в «Падрес», лишь девять раз выйдя на биту в основном составе «Индианс».
Двадцать пятого мая 1959 года «Кливленд» обменял Нарагона и питчера Хэла Вудешика в «Вашингтон Сенаторз» на кэтчера Эда Фиц-Джералда. В новой команде, в 1961 году переехавшей в Миннеаполис и ставшей «Миннесотой Твинс», он также выполнял роль второго кэтчера. Последнюю игру в Главной лиге бейсбола Хэл провёл в августе 1962 года. В октябре клуб отчислил его. 
Нарагон не хотел возвращаться в Барбертон и работать на заводе, как он делал в бытность игроком в межсезонье. Он начал новый этап своей карьеры тренером буллпена в «Твинс». В 1965 году команда, где он работал, выиграла чемпионат Американской лиги и проиграла в Мировой серии «Лос-Анджелес Доджерс» 3:4. После окончания сезона 1966 года Хэл, вместе с тренером питчеров Джонни Сейном, покинул «Миннесоту» и перешёл на работу в «Детройт Тайгерс».
В 1967 году «Тайгерс» стали вторыми в Американской лиге, поднявшись на одну строчку в таблице выше по сравнению с предыдущим сезоном, но отстали от «Бостон Ред Сокс» всего на одну победу. На следующий год команда, ведомая звёздными питчерами Денни Маклейном и Микки Лоличем, стала чемпионом. В Мировой серии «Детройт» в семи матчах обыграл «Сент-Луис Кардиналс». Журналист Уотсон Сполстра, много лет проработавший спортивным обозревателем газеты The Detroit News, назвал Сейна и Нарагона одними из главных слагаемых успеха команды. Повторить успех в 1969 году не удалось и после окончания сезона Хэл решил завершить свою карьеру в бейсболе. 
Нарагон вернулся в Барбертон, где жил с супругой и дочерью. В 1974 году он купил магазин спортивных товаров и занимался бизнесом в течение двадцати шести лет. После выхода на пенсию Хэл занимался благотворительной деятельностью. В 2006 году бейсбольное поле местной школы было названо в его честь.
Хэл Нарагон скончался 31 августа 2019 года в возрасте 90 лет.